# Yom (langue)
Pour les articles homonymes, voir YOM.
Le yom est une langue oti-volta de la branche gour des langues nigéro-congolaises, parlée principalement au Nord-ouest et au Nord-est du Bénin. C'est d'ailleurs la langue la plus parlée dans la commune de Djougou et dans la commune de Copargo département de la Donga. Le peuple parlant le yom est appelé Yowa.

## Dialectes
Il existe trois dialectes Yom: il s'agit du tangerem parlé dans la commune de Copargo, du Yom parlé dans la commune de Djougou et du Nawdm parlé au Togo dans la préfecture de Doufelgou.
Le Yom et le tangerem sont à 100% intelligibles tandis que le Yom et le Nawdum sont à 80% intelligibles.
Les trois dialectes sont classés dans le groupe Yom-Nawdm du grand groupe Gour.

## Population
Le groupe Yom-Nawdm a une population estimée à 560000.

## Écriture
L’orthographe yom est défini dans l’Alphabet des langues nationales du Bénin.
| Alphabet   | Alphabet | Alphabet | Alphabet | Alphabet | Alphabet | Alphabet | Alphabet | Alphabet | Alphabet | Alphabet | Alphabet | Alphabet | Alphabet | Alphabet | Alphabet | Alphabet | Alphabet | Alphabet | Alphabet | Alphabet | Alphabet | Alphabet | Alphabet | Alphabet | Alphabet | Alphabet | Alphabet | Alphabet | Alphabet | Alphabet | Alphabet | Alphabet | Alphabet |
| ---------- | -------- | -------- | -------- | -------- | -------- | -------- | -------- | -------- | -------- | -------- | -------- | -------- | -------- | -------- | -------- | -------- | -------- | -------- | -------- | -------- | -------- | -------- | -------- | -------- | -------- | -------- | -------- | -------- | -------- | -------- | -------- | -------- | -------- |
| majuscules | A        | B        | C        | D        | E        | Ɛ        | Ǝ        | F        | G        | GB       | H        | I        | J        | K        | KP       | L        | M        | N        | NY       | Ŋ        | ŊM       | O        | Ɔ        | P        | Q        | S        | T        | U        | Ʊ        | V        | W        | Y        | Z        |
| minuscules | a        | b        | c        | d        | e        | ɛ        | ǝ        | f        | g        | gb       | h        | i        | j        | k        | kp       | l        | m        | n        | ny       | ŋ        | ŋm       | o        | ɔ        | p        | q        | s        | t        | u        | ʊ        | v        | w        | y        | z        |

La voyelle upsilon ‹ Ʊ ʊ › était précédemment notée avec un v de ronde ‹ Ʋ ʋ ›.